# Yin Hang (actrice)
Pour les articles homonymes, voir Yin Hang.
Yin Hang est une actrice française d'origine chinoise née le 14 mars 1988 à Pékin.
Elle est connue du grand public pour avoir interprété le rôle de Daravanh Kelhmany dans la série quotidienne de France 3 Plus belle la vie.

## Filmographie

### Cinéma
- 2010 : From Paris with Love : La prostituée asiatique

### Télévision
- 2013 : Never give up, Dodo ! (Duoduo's Love Story)
- 2013 : Shanghai blues, nouveau monde : Tao
- 2009 : La Taupe 2 : Sarah Liang (sur TF1)
- 2009 : Boulevard du Palais, épisode Loin du soleil : La lycéenne n° 1
- 2008 - 2009 : Plus belle la vie : Daravanh Kelhmany
- 2008 : Little Wenzhou : Xiu Yan